# Alexander von Kaulbars

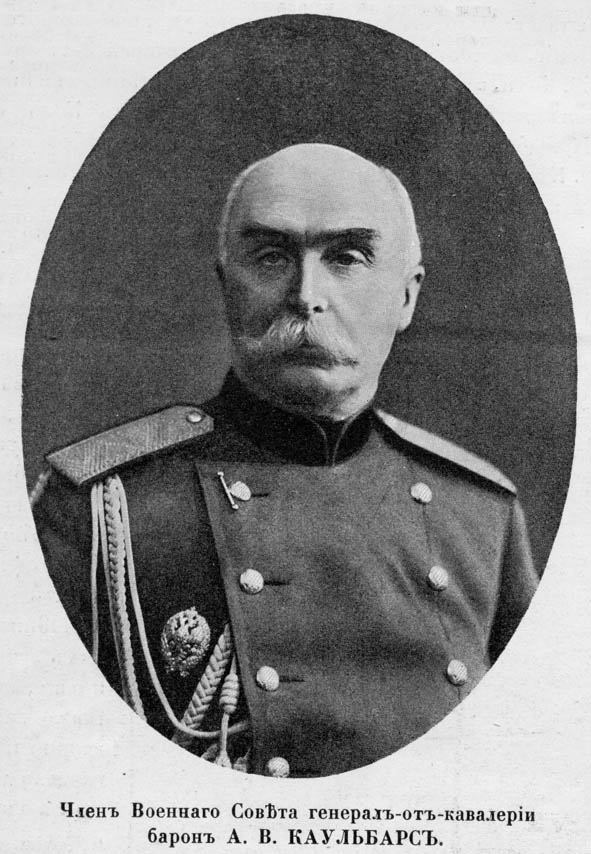
Alexander von Kaulbars

Alexander Vasiljevitsj von Kaulbars (Russisch: Александр Васильевич Каульбарс) (Mõdriku, 14 mei 1844 - Parijs, 25 januari 1925) was een Russisch generaal.

## Beginjaren
Von Kaulbars was van een Duits-Baltische adellijke familie van Zweedse afkomst. Zijn vader was generaal en ook zijn broer Nikolai Vassiljevitsj von Kaulbars werd generaal. Hij groeide op te Sint-Petersburg. Hij bezocht de Nikolajev-cavalerieschool.
In 1861 sloeg hij met het regiment Egerski-garde de Poolse Opstand neer.
Nadat hij afstudeerde, diende hij als luitenant bij de staf van het militair district Turkestan. In 1871 werd hij luitenant-kolonel en in 1872 kolonel.

## Verkenningsreizen
In Turkestan verkende hij het gebied voorbij het Issyk Koelmeer tot de Tiensjan-bergen en publiceerde zijn verslag als “Materiaal over de aardrijkskunde van Tiensjan”, waarvoor hij een gouden medaille ontving van het Russisch Geografisch Genootschap.
In 1870 verkende hij de Russisch-Chinese grens. Hij beklom de top van de Khan Tengri en zocht bergpassen naar Kashgar, dat hij in 1872 bezocht om een handelsverdrag te onderhandelen met de heerser Yaqub Beg.
In 1873 veroverde von Kaulbars mee het Kanaat Xiva onder generaal Konstantin von Kaufman. Hij verkende de monding en de loop van de Amu Darja-rivier en vond een bevaarbare route naar het Aralmeer. Hij verkende de droge bedding van de Syr Darja en de verbindingen tussen beide rivieren, de Kaspische Zee en het Aralmeer en de nu droge Uzboy rivier. Hij schreef zijn bevindingen neer en ontving een tweede gouden medaille van het Russisch Geografisch Genootschap.

## Bevelhebber
In 1874 werd von Kaulbars stafchef van de 8e Cavalerie divisie. In 1875 keerde hij terug naar de generale staf. Hij vocht in de Russisch-Turkse Oorlog van 1877 tot 1878. In 1879 werd hij generaal-majoor en kreeg hij het bevel over de 1e brigade van de 14e cavaleriedivisie. Van 1878 tot 1879 bepaalde hij mee de grenzen van het nieuwe koninkrijk Servië.

## Bulgarije
In 1882 werd von Kaulbars minister van oorlog van het vorstendom Bulgarije, een vazalstaat van Rusland. Na de Russische zege en de Vrede van San Stefano had Bulgarije zich losgemaakt van het Ottomaanse Rijk. Tegelijk voerde hij het bevel over de 1e brigade van de 1e cavaleriedivisie. Het jaar daarop kreeg hij het bevel over de 15e cavaleriedivisie.

## Bokseropstand
Von Kaulbars werd luitenant-generaal in 1891. In 1894 kreeg hij het bevel over het 2e korps cavalerie. In 1900 kreeg hij het bevel over het 2e Siberisch Legerkorps. Daarmee sloeg hij de Bokseropstand mee neer en bezette hij Mantsjoerije. Hij werd generaal van de cavalerie in 1901 en vice commandant van het militair district Odessa.

## Russisch-Japanse Oorlog
In oktober 1904 brak de Russisch-Japanse Oorlog uit en voerde hij het bevel over het 3e Russisch leger in Mantsjoerije. In januari 1905 ging hij over naar het 2e leger in Mantsjoerije. Hij leed een nederlaag in de Slag bij Mukden. Hij keerde terug naar Odessa tot de oorlog gedaan was op 23 december 1909. In die periode steunde hij de tsaar tijdens de Russische Burgeroorlog. In december 1909 keerde hij terug naar Sint-Petersburg als lid van de militaire raad.

## Eerste Wereldoorlog
Bij het begin van de Eerste Wereldoorlog werd hij bevelhebber van het Noordwestelijk Front. Vanaf oktober 1914 werd hij verantwoordelijk voor alle Russische militaire luchtvaart. Eind 1915 werd hij ontslagen uit het leger. In 1916 werd hij militair gouverneur van Odessa.

## Oktoberrevolutie
Na de Oktoberrevolutie ging hij naar het zuiden van Rusland en op 15 oktober 1918 sloot hij zich nog als vrijwilliger aan bij de Witten. In 1919 ging hij in de reserve. Na verlies in het zuiden van Rusland vluchtte hij naar Constantinopel en vandaar via Bulgarije naar Frankrijk. Hij werkte te Parijs bij een telegraafbedrijf. Hij ligt begraven op het Cimetière russe de Sainte-Geneviève-des-Bois.